# Moshe Dayan
Moshe Dayan (Degania Alef, 20 de maio de 1915—Tel Aviv, 16 de outubro de 1981), foi um militar e político israelense (português brasileiro) ou israelita (português europeu). Como comandante da frente de Jerusalém na Guerra Árabe-Israelense de 1948, Chefe do Estado-Maior das Forças de Defesa de Israel (1953-1958) durante a Crise de Suez de 1956, mas principalmente como Ministro da Defesa durante a Guerra dos Seis Dias em 1967, tornou-se um símbolo da luta mundial do novo Estado de Israel. Na década de 1930, Dayan ingressou no Haganah, a força de defesa pré-Estado judaico do Mandato Britânico da Palestina, e serviu nos Esquadrões Noturnos Especiais sob Orde Wingate durante a revolta árabe na Palestina. Como oficial da Palmach, perdeu um olho em uma incursão contra forças de Vichy no Líbano, durante a Segunda Guerra Mundial. Deste ferimento veio o icônico tapa-olho pelo qual é conhecido.
Dayan era próximo de David Ben-Gurion e se juntou a ele ao deixar o partido Mapai e fundar o partido Rafi, em 1965, com Shimon Peres. Dayan tornou-se Ministro da Defesa pouco antes da Guerra dos Seis Dias de 1967. Na Guerra do Yom Kippur de 1973, o General Dayan serviu como Ministro da Defesa. Apesar da guerra terminar favoravelmente para Israel, e junto aos demais na alta liderança, Dayan foi culpado pelo público pela falta de preparação do país. Apesar de ser absolvido, Dayan permaneceu sendo hostilizado pela mídia e opinião pública, renunciando depois de um certo tempo. Durante o primeiro ano de sua renúncia, Moshe Dayan escreveu suas memórias. Em 1977, após a eleição de Menachem Begin como primeiro-ministro, Dayan foi expulso do Partido Trabalhista porque ingressou no governo liderado pelo Likud como ministro das Relações Exteriores, desempenhando um papel importante na negociação do tratado de paz entre o Egito e Israel.

## Vida pregressa

### Infância

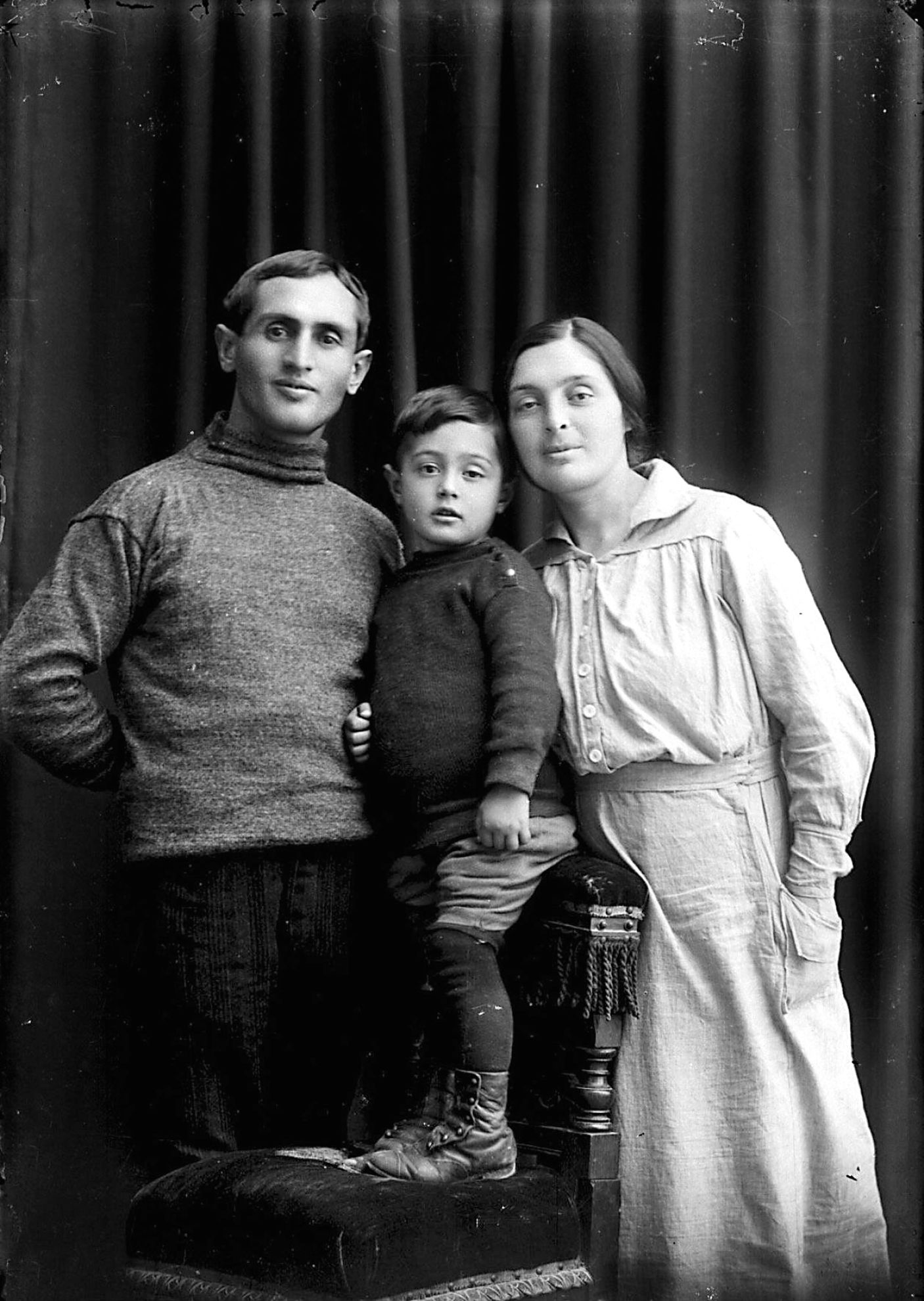
O pequeno Moshe com seus pais Shmuel e Dvora em 1918

Moshe Dayan nasceu em 20 de maio de 1915, no kibbutz Degania, próximo ao Mar da Galileia na Palestina, localizada na então Síria otomana e que era parte do Império Turco Otomano. Moshe foi o primogênito de três filhos de Shmuel e Devorah Dayan, judeus-ucranianos emigrados do Império Russo. Dayan foi a segunda criança nascida em Degania, depois de Gideon Baratz (1913–1988). O primeiro nome Moshe, significando Moisés em hebraico, foi dado em homenagem a Moshe Barsky, um dos primeiros integrantes de Degania. Em novembro de 1913, o jovem de 18 anos Moshe Barsky foi ao assentamento vizinho de Menahamia, no Vale do Jordão, para comprar medicamentos para Shmuel Dayan. No caminho de volta, ele foi morto por saqueadores árabes que queriam roubar a sua mula. Esse tipo de violência era típico dos pequenos conflitos da Palestina da época, seguindo o antigo sistema onde os beduínos, que viviam nas montanhas e desertos, pilhavam os agricultores; fossem eles judeus ou árabes.
Seu pai, Shmuel Dayan, nasceu em 1890 de uma família hassídica pobre perto de Kiev. Shmuel tinha pouco estudo e, aos 13 anos, foi trabalhar como aprendiz de comerciante e foi pego nos pogrons de 1905; os quais impulsionariam as migrações da segunda aliá. Esta nova rodada de massacres começou no prelúdio da Revolução Russa de 1905, com o pogrom em Kishinev em abril de 1903 e depois em Homel em setembro. Em outubro de 1905, no auge do fervor revolucionário, aproximadamente 690 pogrons separados foram registrados, principalmente na Ucrânia; com um total de 876 judeus massacrados. Em 1908, Shmuel e sua irmã se mudaram para a Palestina seguindo o ideal sionista. Ele passou os próximos três anos mudando de um assentamento para outro, primeiro realizando trabalhos manuais e depois trabalhando como segurança. Em 1911, Shmuel fundou o assentamento de Degania, o primeiro kibbutz. As terras onde fora construído foram compradas do proprietário persa Majid a-Din, que não morava ali, com fundos da Associação de Colonização Judaica; a qual também forneceu aos colonos animais de criação, equipamento e crédito para ajudá-los até a colheita das primeiras safras. Degania tinha uma população inicial de 14 pessoas, com doze homens e duas mulheres. Todos eram jovens recém-chegados do Leste Europeu e totalmente despossuídos. O idioma comum em Degania era o íidiche, a língua franca dos judeus na região, e o russo.
A mãe de Moshe Dayan, Dvora Zatulovsky, também nasceu no ano de 1890 na Ucrânia, de uma família de ricos comerciantes e teve boa escolaridade. Dvora foi aluna da Universidade de São Petesburgo numa época em que era incomum que mulheres recebessem educação. Assim como muitos jovens russos de classe alta da época, ela foi influenciada pelos ideais socialistas e por seu principal representante, o escritor Leon Tolstói. Em 1910, esteve presente no seu velório entre a multidão chorando e tentando tocar em seu corpo. Sob a influência de Tolstói, planejou dedicar sua vida a ajudar "o povo" a sair do atraso em que vivia. Durante a Guerra dos Bálcãs em 1911, Dvora serviu como enfermeira voluntária. Depois tentou trabalhar como assistente social em Kiev, mas descobriu que o povo que tentava ajudar era profundamente anti-semita e não tinha interesse em jovens intelectuais judias. Mantendo seus ideias apesar das frustrações, emigrou em 1913 para a Palestina otomana. Ela recebera uma carta de apresentação endereçada a alguém em Degania e se apresentou no kibbutz. Dvora era delicada e sem experiência agrícola e no início os membros do kibbutz (kibbutzniks) não a queriam; mas no outono de 1914 ela se casou com Shmuel e se tornou um membro mesmo assim.
Shmuel viajava muito pela Europa e Estados Unidos e deixava Dvora sozinha com os filhos. A partir da década de 1920, ela publicou regularmente artigos em jornal, os quais tiveram muito sucesso na época ao mostrar imagens da vida simples no vilarejo de Nahalal. Um dos seus temas favoritos era a posição das mulheres nessa nova sociedade desbravadora agrária. A ideia de independência e força femininas provaram-se uma ilusão - como a própria Dvora acabou reconhecendo - pois quanto melhor estabelecido o vilarejo, mais as mulheres tendiam a retomar suas tarefas tradicionais dentro da família. Dvora era uma intelectual e sempre pedia que Shmuel lhe enviasse livros. No sistema socialista do kibbutz, o novo judeu seria uma pessoa totalmente dedicada ao trabalho agrário, mas Dvora acreditava na importância da educação intelectual além do trabalho físico, e incutiu nos seus filhos o amor pela leitura. Ela, Moshe e a filha competiam entre si para ver quem conhecia melhor Tolstói ou Dostoiévski. Eles eram tão familiarizados com seus poetas preferidos que conseguiam localizar versos isolados e citá-los de cor.

### Soldado paramilitar

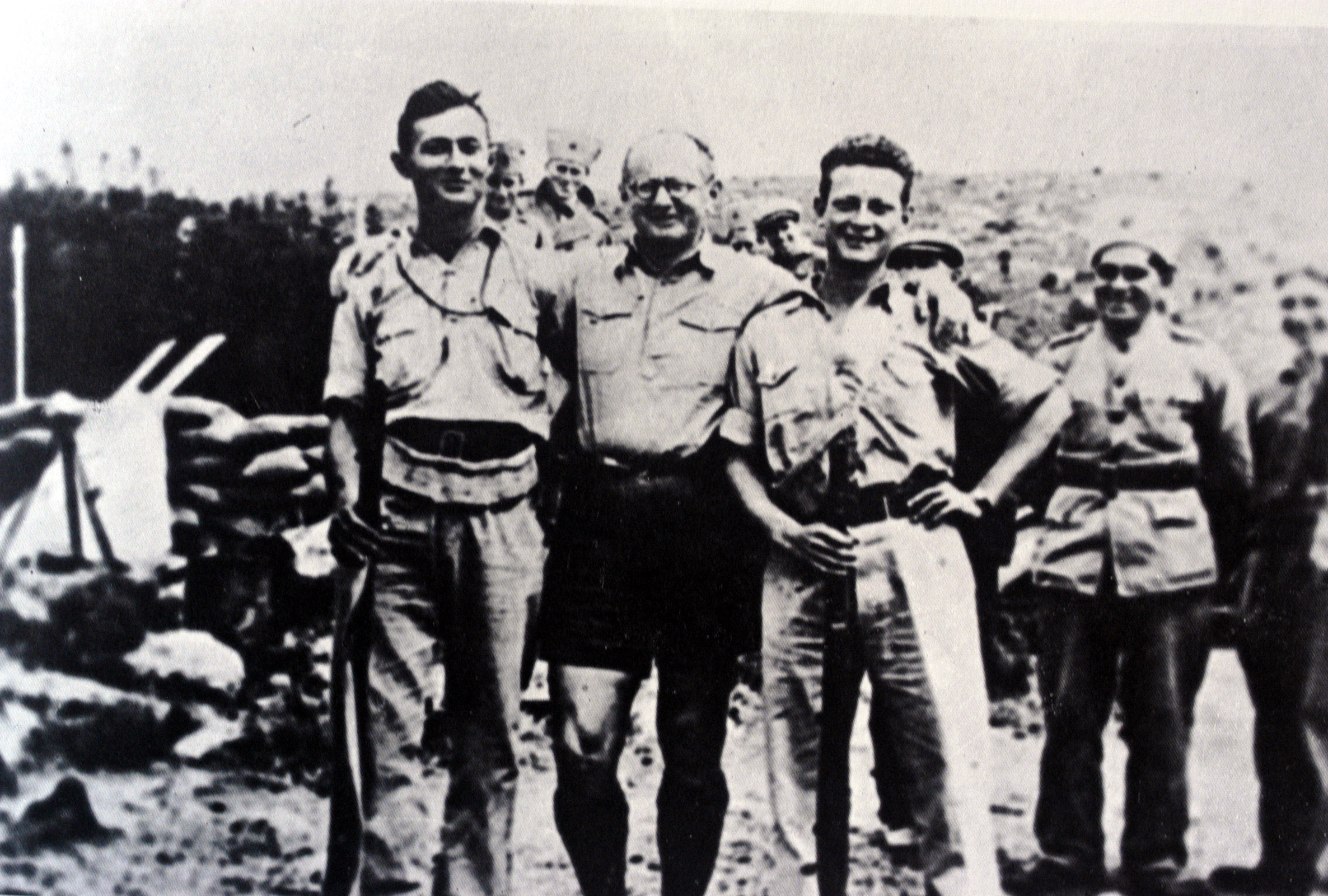
Moshe Dayan (esquerda) com Yitzhak Sadeh e Yigal Allon no kibbutz Hanita, 1938

Aos 14 anos de idade Moshe Dayan iniciou sua carreira militar na Haganá, a força de autodefesa sionista. Na primavera de 1937, durante a Grande Revolta Árabe, ele se juntou à Polícia Supranumerária, a força auxiliar judaica organizada pelos britânicos. "Orgulhoso" do seu soldo de oito libras esterlinas por mês, foi encarregado de seis homens e uma picape. Aos 21 anos, o jovem comandante de pelotão patrulhava as estradas poeirentas em volta de Nahalal durante o dia e realizava emboscadas contra infiltradores árabes à noite. A patrulha motorizada de Dayan ("MAN") era famosa na região, com uma música em sua homenagem dizendo "A picape está circulando, a picape está aqui".
No outono de 1937 houve uma calmaria na insurgência e Moshe foi mandado para um curso de sargentos do Exército Britânico, o qual foi ministrado em inglês. Dayan achou tudo "limpinho demais" e sentiu uma antipatia imediata. Ele qualificou as técnicas como necessárias aos britânicos no comando do Império, mas inadequadas à guerra irregular da Palestina. A este treinamento seguiu-se um curso de comandante de pelotão ministrado pelo Haganá, em hebraico, com duração de seis semanas. Este treinamento era mais adequado à "guerra suja" da região, e nele, Moshe Dayan foi ensinado técnicas de infantaria: aprendeu o que vestir quando saísse em campanha, a escolher e explorar uma boa posição, a avançar sem ser notado pelo inimigo, a arrombar uma cerca de perímetro, a atirar com armas portáteis e a lançar granadas. Destacou-se por seu condicionamento físico - seus braços eram incrivelmente fortes por anos de trabalho agrário no kibbutz e no moshav - e por suas soluções "pouco ortodoxas" e altamente agressivas para problemas táticos. O que mais gostava de fazer era servir na equipe "vermelha", a força oponente que representava os inimigos árabes. Uma vez nesta função, recrutou alguns camaradas e se infiltrou numa base, que era supostamente muito bem vigiada. Os guardas não foram avisados do exercício e teriam atirado nos instruendos se os tivesse descoberto.
O Capitão Orde Wingate, "O Terror do Sudão", que era considerado um gênio por Moshe Dayan, criou uma força especial de contra-guerrilha cuja missão era erradicar o terrorismo árabe na parte norte da Palestina britânica. Essa unidade móvel de uma centena de homens chamou-se Esquadrões Noturnos Especiais (SNS). Durante o verão de 1938, Orde Wingate chamou Moshe Dayan pois os SNS precisavam de guias locais, e a experiência de Dayan nas patrulhas em Nahalal eram reconhecidas. Pelos próximos meses, os SNS circularam por Esdraelon e pela baixa Galiléia, atacando os árabes com eficiência impiedosa. Wingate era um homem culto e experiente; ao contrário da maioria dos oficiais britânicos, falava hebraico e árabe. A sua sofisticação era acompanhada da excentricidade, a maior delas o hábito de ficar totalmente pelado entre operações com um colar pendendo uma cebola, a qual mordia como um lanche enquanto falava. Em outras ocasiões, saía do chuveiro totalmente nu, usando apenas uma touca de banho, e dava ordens aos recrutas enquanto se esfregava com a escova de banho. Seus múltiplos interesses incluía a música e o misticismo judaico, o que o tornava um inveterado sionista. Ele acreditava que a restauração do sionismo era o cumprimento da promessa bíblica e era conhecido pela liderança sionista como "O Amigo". Os homens sob o seu comando o consideravam brilhante, e Moshe Dayan aprendeu muito com ele. Foi com Wingate que Moshe Dayan aprendeu que o comandante motiva seus homens seguindo sempre à frente e que os recompensa depois de um árduo dia de trabalho. Também aprendeu a escolher o melhor local para uma emboscada e a surpreender o inimigo com truques, como colocar as lanternas caseiras na frente do carro.

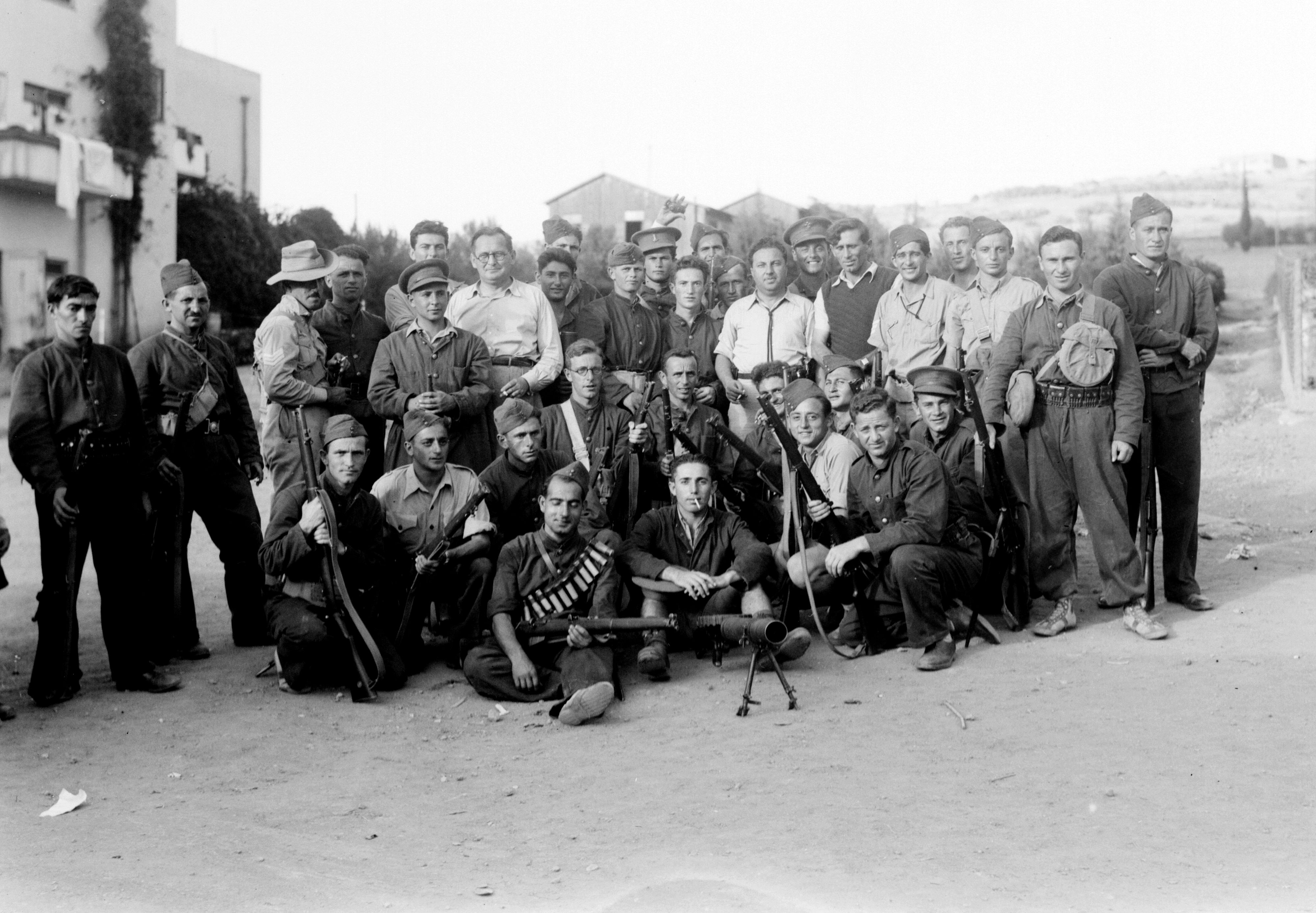
Combatentes judeus e britânicos dos Esquadrões Noturnos Especiais (SNS), 1938

Quando forças paramilitares judaicas foram declaradas ilegais pelos britânicos em 1939, Dayan e outros elementos judeus foram presos durante 1 ano e três meses pelas autoridades britânicas. Em 1941, já durante a Segunda Guerra Mundial, o Haganá formou unidades especiais chamadas Palmach - Plugot Maḥatz, companhias de assalto - armadas pelos britânicos e criadas para apoiar o esforço de guerra atuando na retaguarda do Eixo, sob o comando de Yitzhak Sadeh. Nessa época, a prioridade britânica na Palestina era a invasão do Levante francês sob o governo colaboracionista de Vichy; os britânicos novamente precisavam de guias experientes e ex-operadores SNS se faziam necessários. Moshe Dayan organizou e treinou uma unidade de 30 homens escolhida a dedo, entre eles um jovem de 19 anos chamado Yitzhak Rabin, para missões de reconhecimento e vigilância atrás das linhas inimigas vestindo roupas tradicionais árabes. Acompanhado de um guia árabe, Rachid, Moshe Dayan passou dez dias e dez noites reconhecendo estradas e pontes no território libanês.

## O tapa-olho

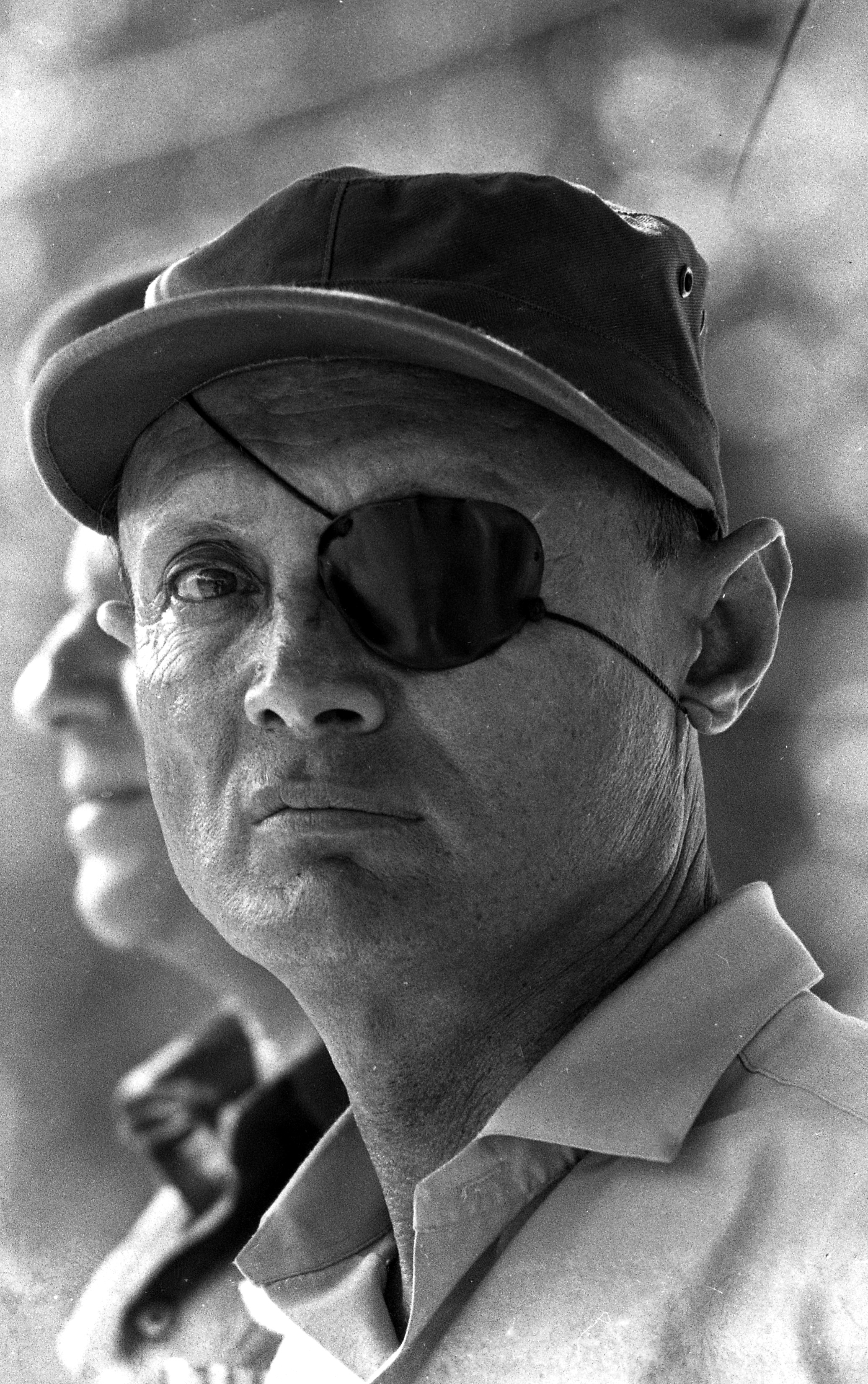
O icônico tapa-olho.

Um dia antes da invasão britânica, Dayan cruzou a fronteira com o Líbano com uma força de 5 homens do Haganá, 10 soldados australianos e Rachid na noite do dia 6 para o 7 de junho de 1941. Sua missão era tomar duas pequenas pontes sobre o rio Litani na estrada para Beirute e impedir que os franceses as explodissem. Encontrando as pontes desertas e sem quaisquer preparativos para demolição, a equipe incursora ficou "deslumbrada" com o seu sucesso mas logo souberam que os franceses os bloqueavam pela estrada mais ao sul. Estando em um vale e com o risco do raiar do dia, encontravam-se numa posição vulnerável. Rachid, o guia árabe, sugeriu que tomassem um posto policial próximo por ser a melhor posição defensiva. Coberto pelo restante dos homens, Moshe Dayan foi à frente lançando duas granadas-de-mão e silenciou a metralhadora que protegia o prédio.
Ocupando o posto, Dayan e os demais se postaram no telhado e assestaram uma metralhadora capturada. Logo ficaram sob fogo dos franceses e enquanto Dayan tentava encontrar a origem dos tiros, uma bala atingiu o seu binóculo, destruindo-o. Estilhaços entraram no seu olho esquerdo, na base do nariz e na mão. Com o que foi descrito pelo historiador Martin Van Creveld como "um estoicismo espantoso", Dayan não gritou ou chorou, mas simplesmente deitou e esperou até poder ser evacuado; o que só aconteceu seis horas depois. Dayan ainda teve que esperar horas descendo pelas "torturantes" estradas libanesas até chegar ao hospital em Haifa.
O ferimento no olho era muito grave e levou meses para cicatrizar, o dano aos músculos extraoculares foi tal que várias tentativas de colocar um olho de vidro fracassaram e Dayan foi obrigado a adotar o tapa-olho preto, que se tornou sua marca registrada. Moshe Dayan odiou o tapa-olho no início, tirando-o assim que chegou em casa. Segundo escreveu em suas memórias, a atenção que o objeto provocava lhe era intolerável:
“Eu estava pronto para fazer qualquer esforço e suportar qualquer sofrimento, se ao menos pudesse me livrar do meu tapa-olho preto. A atenção que atraía era intolerável pra mim. Eu preferia me fechar em casa, fazendo qualquer coisa, a enfrentar as reações das pessoas onde quer que eu fosse.”
Depois da fama, uma década depois, Dayan foi presenteado com vários tapa-olhos por seus admiradores ao redor do mundo; formando uma grande coleção. Pelo menos um modelo que ele recebeu era coberto de ouro, com uma Estrela de Davi gravada.
Além da perda do olho esquerdo, o ferimento lhe ocasionava dores de cabeça intermitentes, o que tornava ler qualquer coisa muito difícil. Apesar de conseguir dirigir e até mesmo atravessar grandes distâncias a pé à noite, Dayan sofria de insônia. Isso lhe causava mau humor e introversão, que cresceram com o tempo. Moshe Dayan chegou a passar por uma cirurgia ocular em Paris, mas a operação se provou um insucesso.

## Carreira militar
| “ | Quando entro em guerra, estou absolutamente convencido de que vou ganhar e sair ileso. Sem isso, você perde | ” |

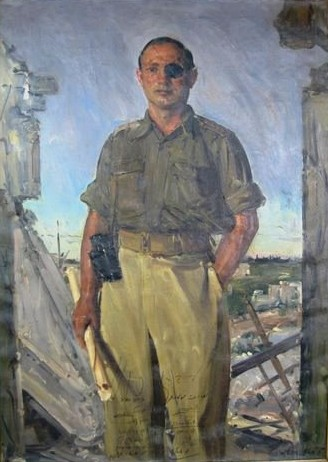
Retrato de Moshe Dayan por Ludwig Blum em 1949

Em 1947, Dayan foi nomeado para o Estado-Maior do Haganá, trabalhando no setor de "assuntos árabes", código para estabelecimento de redes de inteligência. Isto era feito recrutando agentes para obter informações sobre forças árabes irregulares na Palestina. Começando uma rede de colaboradores em Nahalal, a sua rede se expandiu pelo país. No fim do ano, Dayan se envolveu no treinamento de comandos que infiltrar-se-iam na Síria para coletar informações de inteligência e estabelecer contatos onde possível. No início de 1948, na véspera da guerra, participou de várias reuniões do Haganá, para decidir o destino de diversas áreas habitadas por árabes. Em abril, um batalhão druso veio de Síria para ajudar os árabes palestinos, e Moshe Dayan ajudou a subornar seus oficiais para que o batalhão mudasse de lado; sendo provável que essa manobra tenha ligação com as conexões feitas anteriormente. No mesmo mês, atuou na obtenção da rendição da cidade portuária de Acre, a primeira cidade árabe a ser ocupada pelo Haganá sem que a população árabe fugisse em massa. Em meio a todos estes acontecimentos, Moshe Dayan teve que lidar com uma tragédia pessoal.
Em 14 de abril de 1948, seu irmão, Zorik, foi morto em combate aos 22 anos nas proximidades de Nahalal:
"Ele era alto, loiro e bonito, e seu corpo foi deixado ao sol por vários dias antes de ser resgatado. Moshe foi convocado e o identificou por uma cicatriz no pulso. Foi uma das poucas vezes em que o intocável e auto-suficiente Dayan teve de pedir apoio emocional." - Martin Van Creveld, Moshe Dayan: Uma Biografia, pg. 60.
Em 22 de abril, Dayan foi encarregado de uma propriedade árabe abandonada na recém-conquistada Haifa. Para acabar com a pilhagem descontrolada, ele ordenou que qualquer coisa que pudesse ser usada pelo exército fosse armazenada em armazéns do Haganá e o restante distribuído entre assentamentos agrícolas judeus. A fuga em massa das populações árabes liquidou as redes de inteligência de Dayan e ele ficou sem função por um curto período. Em 14 de maio de 1948, o primeiro-ministro David Ben-Gurion declarou a criação do Estado de Israel e no dia seguinte o país foi invadido pelos exércitos árabes do Egito, Transjordânia, Síria, Líbano e Iraque.

### A Batalha das Deganias
O ataque árabe foi aberto pelo Egito na manhã de 15 de maio, quando aviões bombardearam Tel Aviv. Apenas algumas horas mais tarde, a Síria invadiu o norte de Israel com três batalhões de infantaria, um batalhão de carros blindados, uma companhia de tanques franceses Renault R35 e um regimento de artilharia. Esta força, a 1ª Brigada, avançou pelo sul do Mar da Galileia e se entrincheirou diante do assentamento de Samakh, como prelúdio a um ataque. Este avanço no Vale do Jordão pegou os israelense completamente de surpresa, pois esperavam o ataque mais ao norte. O Haganá contava apenas com um batalhão de 400 soldados da Brigada Golani, e um punhado de fazendeiros armados. O kibbutz Degania A, vendo o perigo, enviou uma delegação de três homens para Tel Aviv para pedir ajuda. Durante a noite de 15 para 16 de maio, os sírios lançaram um ataque inicial com infantaria apoiada por carros blindados e a companhia de tanques Renault. A infantaria e os blindados avançaram de forma descoordenada, os israelenses detectaram o flanqueamento da infantaria pelo sul e os bloquearam. Os sírios recuaram para se reagrupar.

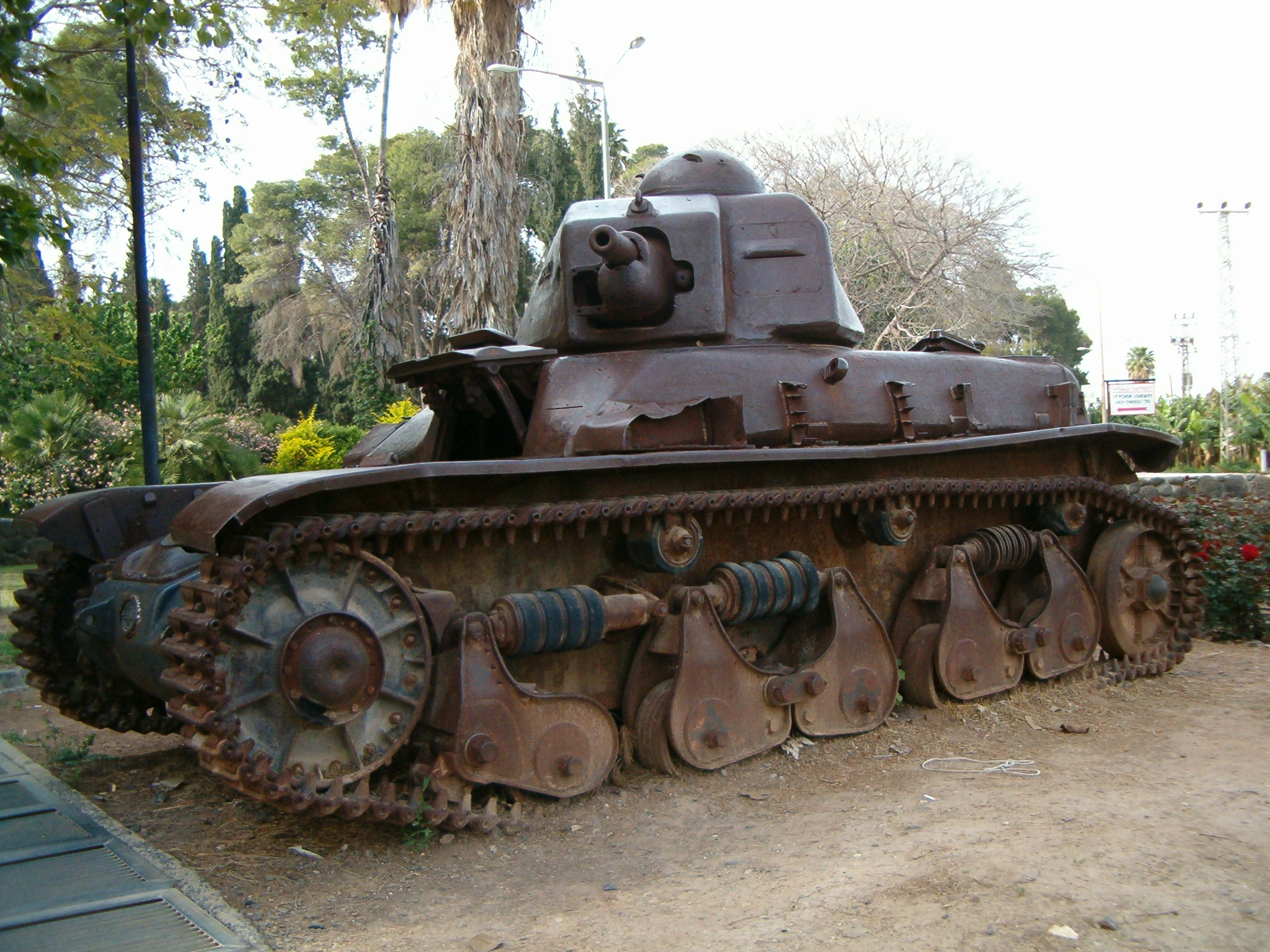
Um tanque Renault R35 sírio destruído por um tiro de PIAT na torre na Batalha da Degania Alef

O Haganá ainda estava no processo de sair da clandestinidade para um exército convencional, havia sido sangrado na guerra comunal de 1947-48, e o ataque simultâneo fez com que todos os comandos de setor gritassem por socorro à Tel Aviv. O exército israelense não poderia estar em todo lugar e Ben-Gurion disse à delegação que não havia reforço possível e, nesse momento, o veterano da Degania A, Ben-Zion Ysraeli, desmoronou e chorou inconsolável. Em um clima de desespero, em 17 de maio, o então Major Moshe Dayan - "na falta de uma alternativa melhor" - foi designado comandante da defesa das Deganias.
Enquanto isso, os kibutzim das Deganias A e B tentaram criar a impressão de que estavam sendo amplamente reforçados. À noite, eles repetidamente dirigiram seus veículos nas encostas das montanhas a oeste do Vale do Jordão, desligando os faróis na descida de volta para voltarem com eles acesos. Além disso, usaram motores de trator para imitar o som de tanques. Tais artifícios não impressionaram os sírios, e nas primeiras horas da manhã de 18 de maio, Samakh foi macetada por uma concentração de artilharia. As trincheiras israelenses improvisadas eram muito rasas e os sobreviventes da saraivada tiveram que fugir enquanto os tanques sírios avançavam acompanhando a barragem de artilharia. Os sírios haviam pré-registrado as missões de fogo da artilharia durante os dois dias precedentes, e o voleio inicial foi muito preciso. Os tanques Renault R35 se moveram pelo sul da cidade e os israelenses não puderam contê-los, estando armados apenas com dois canhões antiaéreos de 20mm. O fogo dos obuseiros de 75mm e morteiros de 81mm foi preciso e mortífero. Os defensores fugiram em confusão para a Degania A, deixando feridos e moribundos nos escombros do assentamento, enquanto eram perseguidos pela artilharia síria. Os israelenses então tentaram segurar o avanço sírio em um forte policial, os quais eram os pontos mais fortificados na Palestina, mas a concentração de poder de fogo dos sírios os sobrepujou e o forte foi tomado ao meio-dia. Os israelenses perderam 54 combatentes e tiveram três capturados; a maioria deles kibbutzniks do Vale do Jordão. A situação era desesperadora e os assentamentos vizinhos de Shaar Hagolan e Masada foram abandonados sem ordens. Mulheres e crianças foram evacuadas das Deganias.
Com a queda de Samakh (hoje Zemach), os israelenses perceberam que enfrentavam uma ameaça séria ao sul do Mar da Galileia, e começaram a trazer reforços improvisados de todo o leste da Galileia e os enviaram para as Deganias. Moshe Dayan assumiu o comando e tentou um contra-ataque a Samakh com a companhia da Brigada Yiftach que trouxe de Tel Aviv, composta de jovens de 16 e 17 anos de idade, mas os sírios lutaram com firmeza e repeliram os israelenses. A companhia relatou que se deparou com "dezenas de cadáveres" de judeus mortos no ataque sírio ao assentamento. Naquela mesma noite, um pelotão do kibutz 'Ein-Gev vindo pelo mar e desembarcando em Samra, ao sul, realizou uma incursão contra a concentração síria em Tel al-Qasir. Apesar de mal-sucedida, a incursão atrasou os sírios em 24 horas, dando mais tempo para os defensores melhorarem suas defesas. Ainda naquela noite, outra companhia da Brigada Yiftach cruzou o Jordão e atacou o acampamento sírio na alfândega próxima à Ponte B'nat Ya'cov. A incursão foi um completo sucesso. Os defensores sírios - uma ou duas companhias - foram pegos completamente de surpresa e fugiram após um breve tiroteio. Os palmachniks, sem quaisquer perdas, destruíram o acampamento e alguns veículos, incluindo dois carros blindados. O moral israelense, no entanto, continuava extremamente baixo devido às vitórias sírias e a presença de tanques inimigos.

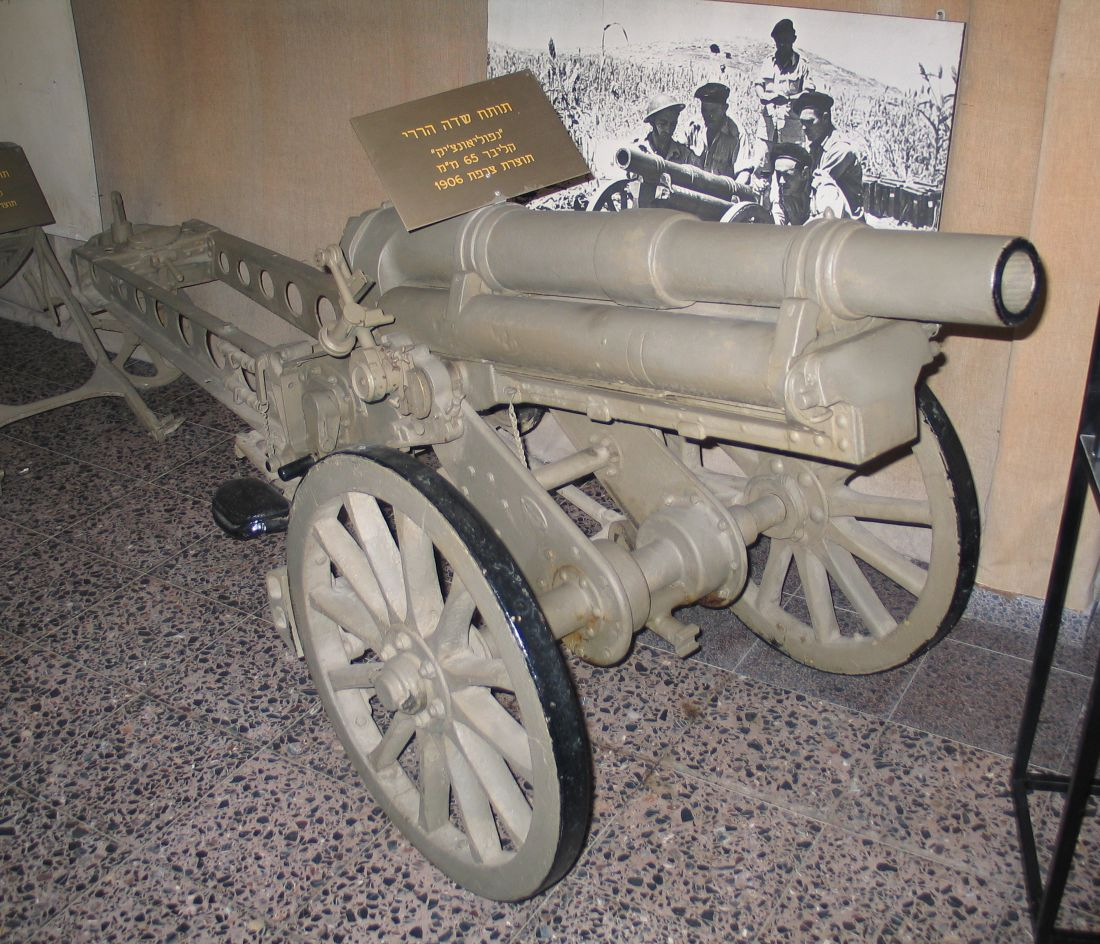
Um canon de 65 mm de montagne modèle 1906, apelidados em Israel de "Napoleonchik" ("Napoleãozinho"), no Museu Batey ha-Osef de Tel Aviv, Israel

No dia 20 de maio, os sírios atacaram as duas Deganias. Os defensores israelenses eram em sua maioria habitantes dos kibutz, reforçados por efetivos do Haganá e Palmach; cerca de 70 na Degania Alef e 80 na Degania Bet. Os defensores foram ordenados a lutar e morrer onde estavam, não haveria retirada. Os 70 defensores da Degania A foram confrontados com 5 tanques Renault R35, carros blindados, uma companhia de infantaria e um batalhão de artilharia; seu armamento pesado se resumia a um PIAT, um canhão AAe 20mm e um morteiro de 81mm. Os blindados lideraram o assalto com a infantaria seguindo atrás, sendo apoiados pela artilharia. Após destruírem as casamatas e bunkers de concreto, os tanques romperam a cerca externa do kibutz. O avanço foi deixando a infantaria para trás. Dois carros blindados foram destruídos por um canhão de 20mm enquanto um tanque se aproximou da cerca interna. Um jovem lançou um coquetel Molotov no tanque a 10 metros, o incendiando e matando os dois tripulantes. Outros veículos foram destruídos pelo morteiro de 81mm disparado em fogo direto, coquetéis Molotov e um tanque Renault R35 foi destruído por um de três PIAT que Dayan trouxe de Tel Aviv, com um tiro na torre. Os israelenses destruíram quatro carros blindados e quatro tanques. Quando a infantaria síria chegou, os seus blindados haviam sido derrotados e estavam recuando. A infantaria agora exposta foi metralhada pelos israelenses, sendo forçada a recuar.
O ataque à Degania B deveria ter ocorrido simultaneamente mas se iniciou apenas horas depois por desorganização. Novamente, os sírios tentaram manter a infantaria e os blindados juntos em apoio mútuo, mas atacaram frontalmente de novo. Dois assaltos sucessivos de tanque e infantaria, chegando a 30 metros das posições dos defensores, foram similarmente repelidos. Conforme o dia avançou, a batalha das Deganias foi decidida com a chegada de quatro canhões de montanha franceses de 65mm antiquados da Primeira Guerra Mundial, recém desembarcados, que foram trazidas às pressas. Os canhões foram apelidados pelos israelenses de "Napoleonchiks", e de tão raros e desesperadamente necessários em outras frentes, foram cedidos a Moshe Dayan por apenas 24h. Eles não tinham sistemas de mira e seus artilheiros conheciam a sua operação apenas vagamente. Quando eles foram posicionados em uma elevação observando o Vale do Jordão, os artilheiros praticaram disparando no Lago Kinneret e, conforme eles obtiveram um mínimo de compreensão da sua operação, eles começaram a praticar atirando nos blindados sírios localizados entre Samakh e as Deganias. Um dos canhões enferrujados sofreu uma engripagem e explodiu, ferindo um artilheiro, mas os outros três dispararam cerca de 500 obuses, matando cerca de 30 sírios enquanto eles se reagrupavam para um novo assalto às Deganias. A precisão dos tiros não foi grande mas os sírios se imaginavam os únicos possuidores de artilharia pesada, e depois de gozar desse monopólio durante uma semana, a súbita aparição de artilharia inimiga desestabilizou o seu moral. Não percebendo que os israelenses tinham apenas 4 peças, os sírios recuaram.
As forças sírias em torno de Samakh estavam com pouca munição e o re-suprimento prometido foi redirecionado para a 2ª Brigada ao norte do Mar da Galileia. Em resposta, a 1ª Brigada se retirou, abandonando as suas posições em Samakh e recuando para as faldas das Colinas de Golã; mas não antes de arrasarem Shaar Hagolan e Masada. Uma certa quantidade de blindados foi abandonada pelos sírios, levemente danificados ou inoperantes, os quais foram reparados e usados pelos israelenses. Embora os sírios fossem muito mais numerosos que os israelenses neste setor, com muito mais artilharia e blindados, eles nunca mais montariam uma ofensiva ao sul.

### 89º Batalhão
Em junho, tornou-se o primeiro comandante do 89º Batalhão, integrante da Brigada Blindada de Yitzhak Sadeh. Seus métodos de recrutamento de voluntários de outras unidades do exército, como as Brigadas Golani e Kiryati, provocaram reclamações de seus comandantes. Em 20 de junho de 1948, dois homens de uma de suas companhias foram mortos em um confronto com membros do Irgun que tentavam trazer armas no navio Altalena para Kfar Vitkin. Durante a Operação Danny, ele liderou seu batalhão em uma breve incursão por Lod, no qual nove de seus homens foram mortos e o dispositivo jordaniano foi desestabilizado. Seu batalhão foi então transferido para o sul, onde capturaram Karatiya, perto de Faluja, em 15 de julho.

### Jerusalém

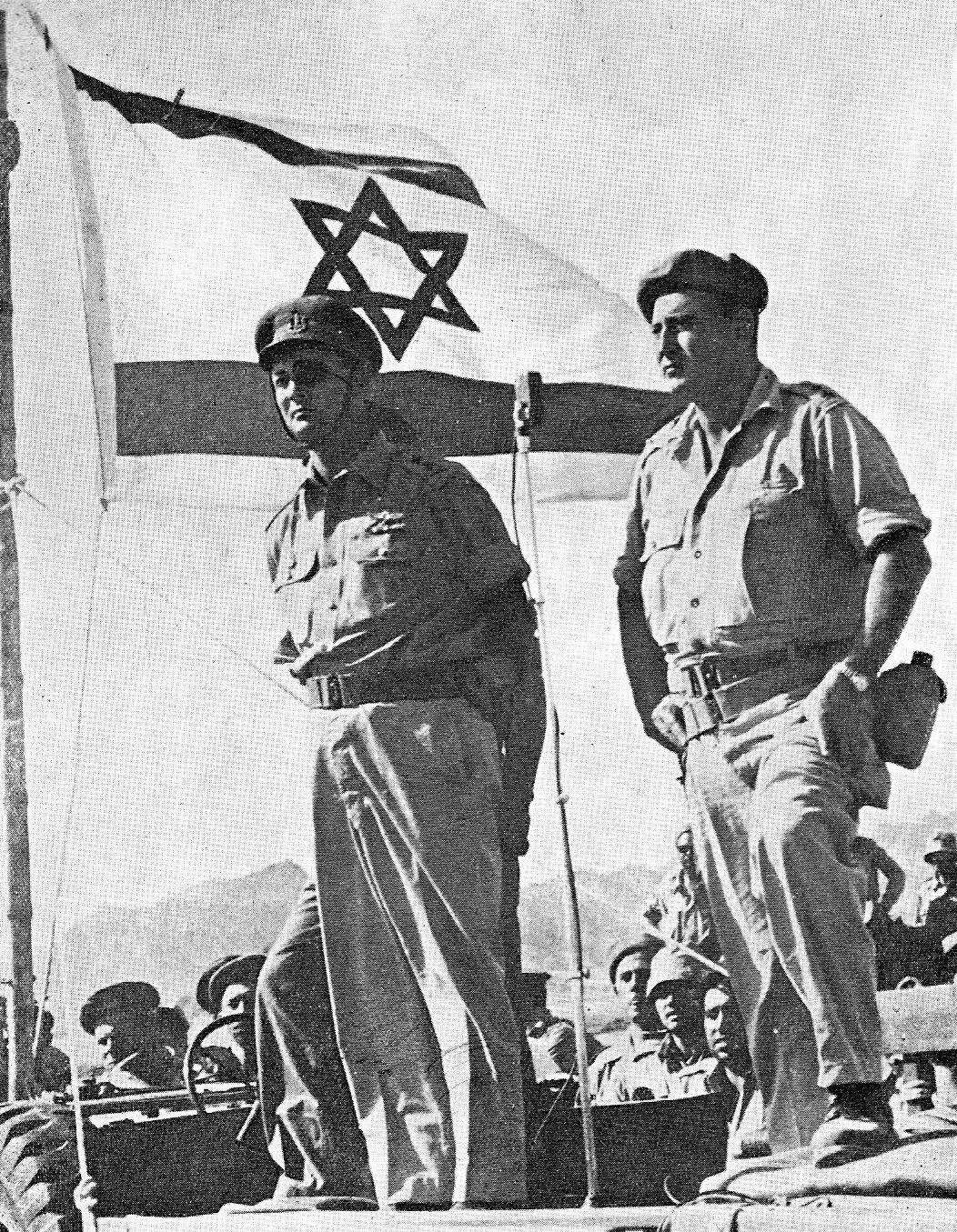
O Ramatkal Moshe Dayan, com seu notório tapa-olho, ao lado do General Avraham Yoffe, comandante da 9ª Brigada Oded, em Sharm el-Sheikh no final da Operação Kadesh, 1956

Em 23 de julho de 1948, por insistência de David Ben-Gurion sobre a oposição do Estado-Maior, Dayan foi nomeado comandante militar das áreas controladas pelos judeus em Jerusalém. No outono de 1948, ele se envolveu em negociações com Abdullah el-Tell, o comandante militar jordaniano de Jerusalém Oriental, sobre um cessar-fogo duradouro para a área de Jerusalém. Em 1949, ele teve pelo menos cinco reuniões presenciais com o rei Abdullah da Jordânia sobre o Acordo de Armistício e a busca por um acordo de paz de longo prazo.

### Chefe do Estado-Maior
Na chefia das forças armadas desde 1953 por cinco anos, planejou e liderou a invasão da península do Sinai, em 1956, o que lhe valeu a reputação de grande comandante militar. Dayan foi eleito para o Knesset (Parlamento) em 1959 e designado Ministro da Agricultura no governo de David Ben-Gurion.
Em junho de 1967, como Ministro da Defesa, comandou a vitoriosa guerra dos seis dias e passou a exercer crescente influência na política externa. Seu prestígio declinou em outubro de 1973, quando o Egito e a Síria atacaram Israel de surpresa e desencadearam a guerra do Yom Kippur.
Em 1978, Ministro das Relações Exteriores do governo de Menachem Begin, tornou-se um dos arquitetos dos acordos de Camp David, assinados no ano seguinte por Egito e Israel. Faleceu devido a insuficiência cardíaca, no Hospital Tel Hashomer de Telavive, onde estava internado para tratamento de câncer de estômago. Sua filha, Yael Dayan é escritora.
Dayan também foi arqueólogo amador e escritor. Entre as obras publicados no Brasil está “Guerra do Sinai” (Bloch Editores).

## Trabalhos publicados
- Diary of the Sinai Campaign, 1967 (reedição em brochura: Da Capo Press, 1991, ISBN 978-0-306-80451-9)
- Living with the Bible: A Warrior's Relationship with the Land of His Forebears, Steimatzky's Agency Ltd, 1978, ASIN B0021OXHOO1978
- Story of My Life, William Morrow and Company, 1976, ISBN 978-0-688-03076-6
- Breakthrough: A Personal Account of the Egypt-Israel Peace Negotiations, Random House, 1981, ISBN 978-0-394-51225-9